# دویگو آسنا
دویگو آسِنا (به ترکی استانبولی: Duygu Asena) (۱۹ آوریل ۱۹۴۶، استانبول–۳۰ ژوئیه ۲۰۰۶، استانبول) روزنامه‌نگار، نویسنده و فعال برجسته حقوق زنان در جنبش زنان ترکیه بود. آسنا سردبیر مجله کادینجا (Kadınca) بود و در دیگر مجله‌های زنان مانند Onyedi, Ev Kadını, Bella, Kim و Negatif مقاله می‌نوشت. کتاب زن نامی ندارد او که در سال ۱۹۸۷ منتشر شد، بسیار پر فروش بود. کتاب‌های او به زبان‌های گوناگون ترجمه شده است.
دویگو آسنا در ۳۰ ژوئیه ۲۰۰۶ در سن ۶۰ سالگی بر اثر سرطان درگذشت.

## جایزه‌ها
- ۱۹۸۸ - جایزه People at the Summit مجله Nokta
- ۱۹۸۸ - جایزه «بهترین نویسنده» دانشگاه بغازیچی برای زن نامی ندارد
- ۱۹۹۵ - جایزه «بهترین نویسنده» دانشگاه بغازیچی
- ۱۹۹۸ - جایزه «۷۵ زن در ۷۵ سال»